# Astragalus terminalis
Astragalus terminalis är en ärtväxtart som beskrevs av Sereno Watson. Astragalus terminalis ingår i släktet vedlar, och familjen ärtväxter. Inga underarter finns listade i Catalogue of Life.